# Mýa/Diskografie
Diese Diskografie ist eine Übersicht über die musikalischen Werke der US-amerikanischen Contemporary-R&B-Sängerin Mýa. Den Quellenangaben und Schallplattenauszeichnungen zufolge hat sie bisher mehr als zwölf Millionen Tonträger verkauft. Ihre erfolgreichste Veröffentlichung ist die Single Lady Marmalade mit über 5,2 Millionen verkauften Einheiten.

## Alben

### Studioalben
| Jahr | Titel Musiklabel                                         | Höchstplatzierung, Gesamtwochen, AuszeichnungChartplatzierungen (Jahr, Titel, Musiklabel, Platzierungen, Wochen, Auszeichnungen, Anmerkungen) | Höchstplatzierung, Gesamtwochen, AuszeichnungChartplatzierungen (Jahr, Titel, Musiklabel, Platzierungen, Wochen, Auszeichnungen, Anmerkungen) | Höchstplatzierung, Gesamtwochen, AuszeichnungChartplatzierungen (Jahr, Titel, Musiklabel, Platzierungen, Wochen, Auszeichnungen, Anmerkungen) | Höchstplatzierung, Gesamtwochen, AuszeichnungChartplatzierungen (Jahr, Titel, Musiklabel, Platzierungen, Wochen, Auszeichnungen, Anmerkungen) | Höchstplatzierung, Gesamtwochen, AuszeichnungChartplatzierungen (Jahr, Titel, Musiklabel, Platzierungen, Wochen, Auszeichnungen, Anmerkungen) | Anmerkungen                                                |
| Jahr | Titel Musiklabel                                         | DE | AT | CH | UK | US | Anmerkungen                                                |
| ---- | -------------------------------------------------------- | --- | --- | --- | --- | --- | ---------------------------------------------------------- |
| 1998 | Mýa Interscope Records (UMG)                             | — | — | — | — | US29 Platin · (53 Wo.)US | Erstveröffentlichung: 21. April 1998 Verkäufe: + 2.000.000 |
| 2000 | Fear of Flying Interscope Records (UMG)                  | DE52 (16 Wo.)DE | — | CH33 (16 Wo.)CH | — | US15 Platin · (52 Wo.)US | Erstveröffentlichung: 25. April 2000 Verkäufe: + 1.285.000 |
| 2003 | Moodring Interscope Records (UMG)                        | — | — | — | — | US3 Gold · (18 Wo.)US | Erstveröffentlichung: 26. Juni 2003 Verkäufe: + 603.293    |
| 2007 | Liberation Motown (UMG)                                  | — | — | — | — | — | Erstveröffentlichung: 18. September 2007                   |
| 2008 | Sugar & Spice Manhattan Records (EMI)                    | — | — | — | — | — | Erstveröffentlichung: 3. Dezember 2008                     |
| 2011 | K.I.S.S. (Keep It Sexy & Simple) Manhattan Records (PL9) | — | — | — | — | — | Erstveröffentlichung: 6. April 2011 Verkäufe: + 5.502      |
| 2016 | Smoove Jones Planet 9 (PL9)                              | — | — | — | — | — | Erstveröffentlichung: 14. Februar 2016                     |
| 2018 | T.K.O. (The Knock Out) Planet 9 (MGM)                    | — | — | — | — | — | Erstveröffentlichung: 20. April 2018                       |

### Mixtapes
| Jahr | Titel Musiklabel                                       | Anmerkungen                              |
| ---- | ------------------------------------------------------ | ---------------------------------------- |
| 2009 | Beauty and the Streets – Mixtape Vol. 1 Planet 9 (YEP) | Erstveröffentlichung: 29. September 2009 |

### EPs
| Jahr | Titel Musiklabel                  | Anmerkungen                                                |
| ---- | --------------------------------- | ---------------------------------------------------------- |
| 2014 | With Love Selbstverlag            | Erstveröffentlichung: 14. Februar 2014                     |
| 2014 | Sweet XVI Selbstverlag            | Erstveröffentlichung: 21. April 2014                       |
| 2015 | Love Elevation Suite Selbstverlag | Erstveröffentlichung: 14. Februar 2015                     |
| 2023 | Whine (Dance Mix) Planet 9 (YEP)  | Erstveröffentlichung: 10. Oktober 2023 feat. Bounty Killer |

## Singles

### Als Leadmusikerin
| Jahr | Titel Album                                                          | Höchstplatzierung, Gesamtwochen, AuszeichnungChartplatzierungen (Jahr, Titel, Album, Platzierungen, Wochen, Auszeichnungen, Anmerkungen) | Höchstplatzierung, Gesamtwochen, AuszeichnungChartplatzierungen (Jahr, Titel, Album, Platzierungen, Wochen, Auszeichnungen, Anmerkungen) | Höchstplatzierung, Gesamtwochen, AuszeichnungChartplatzierungen (Jahr, Titel, Album, Platzierungen, Wochen, Auszeichnungen, Anmerkungen) | Höchstplatzierung, Gesamtwochen, AuszeichnungChartplatzierungen (Jahr, Titel, Album, Platzierungen, Wochen, Auszeichnungen, Anmerkungen) | Höchstplatzierung, Gesamtwochen, AuszeichnungChartplatzierungen (Jahr, Titel, Album, Platzierungen, Wochen, Auszeichnungen, Anmerkungen) | Anmerkungen |
| Jahr | Titel Album                                                          | DE | AT | CH | UK | US | Anmerkungen |
| ---- | -------------------------------------------------------------------- | --- | --- | --- | --- | --- | --- |
| 1998 | It’s All About Me Mýa                                                | — | — | — | — | US6 Gold · (20 Wo.)US | Erstveröffentlichung: 24. Februar 1998 Verkäufe: + 800.000; feat. Sisqó                                          |
| 1998 | Movin’ On Mýa                                                        | — | — | — | — | US34 (20 Wo.)US | Erstveröffentlichung: 7. September 1998 feat. Silkk Tha Shocker                                                  |
| 1998 | Take Me There Rugrats in Paris – Der Film (O.S.T.)                   | DE58 (9 Wo.)DE | — | — | UK7 (9 Wo.)UK | US14 (17 Wo.)US | Erstveröffentlichung: 30. November 1998 Verkäufe: + 10.000 mit BLACKstreet feat. Mase & Blinky Blink             |
| 1999 | My First Night with You Mýa                                          | — | — | — | — | US28 (14 Wo.)US | Erstveröffentlichung: 13. April 1999                                                                             |
| 2000 | The Best of Me Fear of Flying                                        | DE26 (13 Wo.)DE | — | CH64 (9 Wo.)CH | — | US50 (17 Wo.)US | Erstveröffentlichung: 22. Mai 2000 feat. Jadakiss                                                                |
| 2000 | Case of the Ex Fear of Flying                                        | DE39 (9 Wo.)DE | — | CH72 (4 Wo.)CH | UK3 Silber · (11 Wo.)UK | US2 (30 Wo.)US | Erstveröffentlichung: 28. August 2000 Verkäufe: + 270.000                                                        |
| 2001 | Free Fear of Flying                                                  | DE66 (5 Wo.)DE | — | CH76 (12 Wo.)CH | UK11 (6 Wo.)UK | US42 (16 Wo.)US | Erstveröffentlichung: 13. März 2001 Verkäufe: + 70.000                                                           |
| 2001 | Lady Marmalade Moulin Rouge! Music from Baz Luhrmann’s Film          | DE1 Platin · (19 Wo.)DE | AT3 Gold · (28 Wo.)AT | CH1 Gold · (30 Wo.)CH | UK1 ×2Doppelplatin · (19 Wo.)UK | US1 Platin · (20 Wo.)US | Erstveröffentlichung: 27. März 2001 Verkäufe: + 5.200.000 mit Christina Aguilera, Lil’ Kim, P!nk & Missy Elliott |
| 2003 | My Love Is Like … Wo Moodring                                        | DE73 (5 Wo.)DE | — | — | UK33 (2 Wo.)UK | US13 (20 Wo.)US | Erstveröffentlichung: 10. Juni 2003                                                                              |
| 2003 | Fallen Moodring                                                      | — | — | — | — | US51 (12 Wo.)US | Erstveröffentlichung: 11. November 2003                                                                          |
| 2004 | Everything or Nothing James Bond 007: Everything or Nothing (O.S.T.) | — | — | — | — | — | Erstveröffentlichung: 12. Oktober 2004                                                                           |
| 2006 | Ayo Sugar & Spice: The Perfect Edition                               | — | — | — | — | — | Erstveröffentlichung: 26. September 2006 feat. DJ Kool                                                           |
| 2007 | Lock U Down Liberation                                               | — | — | — | — | — | Erstveröffentlichung: 27. März 2007 feat. Lil Wayne                                                              |
| 2007 | Ridin’ Liberation                                                    | — | — | — | — | — | Erstveröffentlichung: 10. Juli 2007                                                                              |
| 2008 | Paradise Sugar & Spice                                               | — | — | — | — | — | Erstveröffentlichung: 3. Dezember 2008                                                                           |
| 2009 | Wish You Were Here Sugar & Spice: The Perfect Edition                | — | — | — | — | — | Erstveröffentlichung: 5. August 2009                                                                             |
| 2009 | Show Me Somethin’ Beauty and the Streets – Mixtape Vol. 1            | — | — | — | — | — | Erstveröffentlichung: 31. August 2009 feat. Bun B                                                                |
| 2009 | Blackout Beauty and the Streets – Mixtape Vol. 1                     | — | — | — | — | — | Erstveröffentlichung: 31. August 2009                                                                            |
| 2011 | Fabulous Life K.I.S.S. (Keep It Sexy & Simple)                       | — | — | — | — | — | Erstveröffentlichung: 19. Januar 2011                                                                            |
| 2011 | Earthquake K.I.S.S. (Keep It Sexy & Simple)                          | — | — | — | — | — | Erstveröffentlichung: 6. Dezember 2011                                                                           |
| 2011 | Somebody Come Get This Bitch K.I.S.S. (Keep It Sexy & Simple)        | — | — | — | — | — | Erstveröffentlichung: 13. Dezember 2011                                                                          |
| 2011 | Mr. Incredible K.I.S.S. (Keep It Sexy & Simple)                      | — | — | — | — | — | Erstveröffentlichung: 16. Dezember 2011                                                                          |
| 2012 | Mess Up My Hair K.I.S.S. (Keep It Sexy & Simple)                     | — | — | — | — | — | Erstveröffentlichung: 7. Februar 2012                                                                            |
| 2012 | Evolve K.I.S.S. (Keep It Sexy & Simple)                              | — | — | — | — | — | Erstveröffentlichung: 17. April 2012                                                                             |
| 2013 | Take Him Out K.I.S.S. (Keep It Sexy & Simple)                        | — | — | — | — | — | Erstveröffentlichung: 17. September 2013 feat. Spice                                                             |
| 2014 | Space With Love EP                                                   | — | — | — | — | — | Erstveröffentlichung: 10. Oktober 2014                                                                           |
| 2015 | Do It With Love EP                                                   | — | — | — | — | — | Erstveröffentlichung: 27. August 2015                                                                            |
| 2015 | Welcome to My World Smoove Jones                                     | — | — | — | — | — | Erstveröffentlichung: 10. Oktober 2015                                                                           |
| 2015 | Team You Smoove Jones                                                | — | — | — | — | — | Erstveröffentlichung: 8. Dezember 2015                                                                           |
| 2017 | Circle of Life Smoove Jones                                          | — | — | — | — | — | Erstveröffentlichung: 17. März 2017                                                                              |
| 2017 | Ready for Whatever T.K.O. (The Knock Out)                            | — | — | — | — | — | Erstveröffentlichung: 22. September 2017                                                                         |
| 2017 | Ready, Part II T.K.O. (The Knock Out)                                | — | — | — | — | — | Erstveröffentlichung: 25. November 2017                                                                          |
| 2018 | You Got Me T.K.O. (The Knock Out)                                    | — | — | — | — | — | Erstveröffentlichung: 14. Februar 2018                                                                           |
| 2018 | Damage T.K.O. (The Knock Out)                                        | — | — | — | — | — | Erstveröffentlichung: 23. März 2018                                                                              |
| 2018 | Knock You Out T.K.O. (The Knock Out)                                 | — | — | — | — | — | Erstveröffentlichung: 13. April 2018                                                                             |
| 2018 | G.M.O. (Got My Own) –                                                | — | — | — | — | — | Erstveröffentlichung: 31. August 2018 feat. Tink                                                                 |
| 2019 | Open T.K.O. (The Knock Out)                                          | — | — | — | — | — | Erstveröffentlichung: 13. Mai 2019                                                                               |
| 2019 | Handsfree –                                                          | — | — | — | — | — | Erstveröffentlichung: 5. August 2022 feat. Ding Dong                                                             |
| 2020 | You Got Me, Pt. II –                                                 | — | — | — | — | — | Erstveröffentlichung: 20. April 2020                                                                             |
| 2020 | Space and Time –                                                     | — | — | — | — | — | Erstveröffentlichung: 29. Mai 2020                                                                               |
| 2020 | Without You –                                                        | — | — | — | — | — | Erstveröffentlichung: 11. September 2020                                                                         |
| 2020 | I Deserve It –                                                       | — | — | — | — | — | Erstveröffentlichung: 10. Oktober 2020                                                                           |
| 2020 | I’ma Do It –                                                         | — | — | — | — | — | Erstveröffentlichung: 27. November 2020                                                                          |
| 2020 | Just Call My Name –                                                  | — | — | — | — | — | Erstveröffentlichung: 25. Dezember 2020                                                                          |
| 2021 | Forever My Love –                                                    | — | — | — | — | — | Erstveröffentlichung: 12. Februar 2021                                                                           |
| 2021 | True Love –                                                          | — | — | — | — | — | Erstveröffentlichung: 14. Februar 2021                                                                           |
| 2021 | Worth It –                                                           | — | — | — | — | — | Erstveröffentlichung: 2. Juli 2021                                                                               |
| 2022 | Sex Machine –                                                        | — | — | — | — | — | Erstveröffentlichung: 2. September 2022                                                                          |
| 2023 | Whine –                                                              | — | — | — | — | — | Erstveröffentlichung: 18. August 2023 feat. Bounty Killer                                                        |
| 2024 | Anytime –                                                            | — | — | — | — | — | Erstveröffentlichung: 14. Februar 2024                                                                           |

### Als Gastmusikerin
| Jahr | Titel Album                                                   | Höchstplatzierung, Gesamtwochen, AuszeichnungChartplatzierungen (Jahr, Titel, Album, Platzierungen, Wochen, Auszeichnungen, Anmerkungen) | Höchstplatzierung, Gesamtwochen, AuszeichnungChartplatzierungen (Jahr, Titel, Album, Platzierungen, Wochen, Auszeichnungen, Anmerkungen) | Höchstplatzierung, Gesamtwochen, AuszeichnungChartplatzierungen (Jahr, Titel, Album, Platzierungen, Wochen, Auszeichnungen, Anmerkungen) | Höchstplatzierung, Gesamtwochen, AuszeichnungChartplatzierungen (Jahr, Titel, Album, Platzierungen, Wochen, Auszeichnungen, Anmerkungen) | Höchstplatzierung, Gesamtwochen, AuszeichnungChartplatzierungen (Jahr, Titel, Album, Platzierungen, Wochen, Auszeichnungen, Anmerkungen) | Anmerkungen                                                                                  |
| Jahr | Titel Album                                                   | DE | AT | CH | UK | US | Anmerkungen                                                                                  |
| ---- | ------------------------------------------------------------- | --- | --- | --- | --- | --- | -------------------------------------------------------------------------------------------- |
| 1998 | Ghetto Supastar (That Is What You Are) Ghetto Supastar        | DE1 Platin · (22 Wo.)DE | AT1 Platin · (22 Wo.)AT | CH1 (24 Wo.)CH | UK2 Platin · (20 Wo.)UK | US15 (21 Wo.)US | Erstveröffentlichung: 8. Juni 1998 Verkäufe: + 1.535.000; Pras feat. Ol’ Dirty Bastard & Mýa |
| 1999 | Somebody Like Me Made Man                                     | — | — | — | — | — | Erstveröffentlichung: 16. Februar 1999 Silkk the Shocker feat. Mýa                           |
| 2000 | Girls Dem Sugar Art & Life                                    | — | — | — | UK13 (5 Wo.)UK | US54 (15 Wo.)US | Erstveröffentlichung: 14. September 2000 Beenie Man feat. Mýa                                |
| 2004 | Sugar Daddy Chain Reaction                                    | — | — | — | — | — | Erstveröffentlichung: 2004 Cuban Link feat. Mýa                                              |
| 2005 | Come Together Now Hurricane Relief: Come Together Now         | — | — | — | — | — | Erstveröffentlichung: 29. November 2005 als Teil von Come Together Collaborative             |
| 2006 | No Matter What They Say –                                     | — | — | — | — | — | Erstveröffentlichung: 29. August 2006 Penelope Jones feat. Mýa                               |
| 2010 | We Are the World 25 for Haiti –                               | — | — | — | UK50 (1 Wo.)UK | US2 (5 Wo.)US | Erstveröffentlichung: 12. Februar 2010 Verkäufe: + 267.000; als Teil von Artists for Haiti   |
| 2011 | Love Is the Answer (Club Mix) Miamication (Extended Versions) | — | — | — | — | — | Erstveröffentlichung: 8. Februar 2011 Cedric Gervais feat. Mýa                               |
| 2011 | If I Ever (Sean Roy Remix) –                                  | — | — | — | — | — | Erstveröffentlichung: 13. Juli 2011 Wayne Wonder feat. Mýa                                   |
| 2015 | Bum Bum (Jorgie Milliano Remix) –                             | — | — | — | — | — | Erstveröffentlichung: 22. Juni 2015 Kevin Lyttle feat. Various Artists                       |
| 2016 | Remember When –                                               | — | — | — | — | — | Erstveröffentlichung: 29. April 2016 The Wiz feat. Mýa & Eja                                 |
| 2017 | Let There Be Light (Island Vibes Remix) –                     | — | — | — | — | — | Erstveröffentlichung: 12. Dezember 2017 Nomad feat. Various Artists                          |
| 2021 | Budak Pelat –                                                 | — | — | — | — | — | Erstveröffentlichung: 2. Juli 2021 Achoi feat. Mýa                                           |
| 2021 | Jiggy Mami                                                    | — | — | — | — | — | Erstveröffentlichung: 27. August 2021 Nitty Scott feat. Mýa                                  |
| 2024 | So Hype –                                                     | — | — | — | — | — | Erstveröffentlichung: 12. April 2024 Junior Sanchez feat. Mýa                                |

## Musikvideos
| Jahr | Titel                                      | Regisseur(e) |
| ---- | ------------------------------------------ | --- |
| 1998 | It’s All About Me                          | G. Thomas Ferguson, Haqq Islam (2 Versionen) |
| 1998 | Ghetto Supastar (That Is What You Are)     | Francis Lawrence |
| 1998 | Movin’ On                                  | G. Thomas Ferguson, Haqq Islam (1998, feat. Silkk the Shocker) // G. Thomas Ferguson, Haqq Islam, Hype Williams (1999, feat. Noreaga & Raekwon) // Hype Williams (1999, Remixversion) |
| 1998 | Take Me There                              | Luke Nola, Steve Saussey |
| 1999 | My First Night with You                    | G. Thomas Ferguson, Haqq Islam |
| 1999 | Somebody Like Me                           | Jesse Vaughan |
| 2000 | The Best of Me                             | Chris Robinson |
| 2000 | Best of Me, Part 2                         | Hype Williams |
| 2000 | Case of the Ex                             | Diane Martel |
| 2000 | Girls Dem Sugar                            | Little X |
| 2001 | Free                                       | Dave Meyers |
| 2001 | Lady Marmalade                             | Paul Hunter |
| 2003 | My Love Is Like … Wo                       | Paul Hunter |
| 2003 | Fallen                                     | Darren Grant |
| 2005 | Sugar Daddy                                | Louis Martinez |
| 2006 | No Matter What They Say                    | Fat Cats |
| 2007 | Lock U Down                                | Benny Boom |
| 2007 | Ridin’                                     | Erik White |
| 2007 | I’ll Give It All to You                    | R. Malcolm Jones |
| 2008 | Paradise                                   | Marc Baptiste |
| 2009 | Tired                                      | Mr. Boomtown |
| 2009 | Show Me Somethin’                          | Mr. Boomtown |
| 2009 | Searchin’ for Love                         | Lil’ Eddie |
| 2010 | We Are the World 25 for Haiti              | Paul Haggis |
| 2011 | Love Is the Answer (Club Mix)              | Nicholas Cambata |
| 2012 | Take Him Out                               | Ras Kassa |
| 2012 | Mr. Incredible                             | Derek Brown |
| 2015 | Bum Bum                                    | Milcvision |
| 2017 | Coolin’                                    | Matt Sharp |
| 2017 | Ready for Whatever                         | Mýa, Dana Rice |
| 2018 | You Got Me                                 | Josh Sikkema |
| 2018 | Damage                                     | Galen Hooks |
| 2018 | G.M.O. (Got My Own)                        | Mýa Harrison, Dana Rice |
| 2019 | With You                                   | Mýa Harrison, Baxter Stapleton |
| 2019 | Down                                       | Josh Sikkema |
| 2019 | Handsfree                                  | Cinema Gods JA |
| 2019 | Only You                                   | Khalil Kinkade |
| 2020 | The Truth                                  | Joshua Sikkema |
| 2020 | Space & Time                               | Kirk Fraser |
| 2023 | It’s All About Me (25th Anniversary Remix) | Brian Friedman |
| 2023 | Whine                                      | Derek Brown, Joshua Sikkema (Original) Derek Brown (Remix) |
| 2024 | So Hype                                    | Lauren Hashian, Spicy Rico |

## Sonderveröffentlichungen

### Alben
| Jahr | Titel Musiklabel                        | Anmerkungen                                                                      |
| ---- | --------------------------------------- | -------------------------------------------------------------------------------- |
| 2009 | Perfect Mȳa Mix Manhattan Records (EMI) | Erstveröffentlichung: 5. August 2009 Teil von Sugar & Spice: The Perfect Edition |

### Lieder
| Jahr | Titel Album                                                   | Anmerkungen |
| ---- | ------------------------------------------------------------- | --- |
| 1998 | Ghetto Supastar (That Is What You Are) Ghetto Supastar        | Erstveröffentlichung: 6. Oktober 1998 Pras feat. Ol’ Dirty Bastard & Mýa                                                      |
| 1999 | Somebody Like Me Made Man                                     | Erstveröffentlichung: 19. Januar 1999 Silkk the Shocker feat. Mýa                                                             |
| 1999 | JOB Chyna Doll                                                | Erstveröffentlichung: 26. Januar 1999 Foxy Brown feat. Mýa                                                                    |
| 2000 | Girls Dem Sugar Art and Life                                  | Erstveröffentlichung: 3. Juli 2000 Beenie Man feat. Mýa                                                                       |
| 2002 | Thin Line Power in Numbers                                    | Erstveröffentlichung: 8. Oktober 2002 Jurassic 5 feat. Mýa                                                                    |
| 2002 | Fair Xchange Better Dayz                                      | Erstveröffentlichung: 26. November 2002 Tupac Shakur feat. Mýa                                                                |
| 2003 | His Hotness I Like to Read                                    | Erstveröffentlichung: 11. März 2003 Hot Karl feat. Mýa                                                                        |
| 2003 | Look So Good Money in the Bank                                | Erstveröffentlichung: 2003 Lloyd Banks feat. Mýa                                                                              |
| 2004 | Taste This Infamous Allegiance Pt. 1                          | Erstveröffentlichung: 16. Februar 2004 Mobb Deep feat. Mýa                                                                    |
| 2004 | Ain’t Life Somethin’ Product of My Environment                | Erstveröffentlichung: 18. Mai 2004 Silkk the Shocker feat. Mýa                                                                |
| 2004 | Forever with You Beautiful Life                               | Erstveröffentlichung: 18. Oktober 2004 Guy Sebastian feat. Mýa                                                                |
| 2005 | Ohh Ohh Time-Less Music                                       | Erstveröffentlichung: 2005 Laroo feat. Mississippi & Mýa                                                                      |
| 2005 | Sugar Daddy Chain Reaction                                    | Erstveröffentlichung: 16. August 2005 Cuban Link feat. Mýa                                                                    |
| 2005 | Sexy Raydiation                                               | Erstveröffentlichung: 20. September 2005 Ray J feat. Mýa                                                                      |
| 2006 | Matter of Time Restless                                       | Erstveröffentlichung: 25. Juli 2006 Trae feat. Mýa                                                                            |
| 2006 | Close to You My Friends & Me                                  | Erstveröffentlichung: 24. November 2006 Dionne Warwick feat. Mýa Original: Richard Chamberlain – They Long to Be Close to You |
| 2007 | Hold n’ Back Veteran                                          | Erstveröffentlichung: 2007 Marquess Houston feat. Mýa & Shawna                                                                |
| 2007 | Flippin’ I Need Mine $$                                       | Erstveröffentlichung: 27. März 2007 Lil’ Flip feat. Mýa                                                                       |
| 2007 | I Got You Radio                                               | Erstveröffentlichung: 25. September 2007 Ky-Mani Marley feat. Mýa                                                             |
| 2008 | Good II Me II Trill                                           | Erstveröffentlichung: 20. Mai 2008 Bun B feat. Mýa                                                                            |
| 2008 | Tired Crack                                                   | Erstveröffentlichung: 23. September 2008 Z-Ro feat. Mýa                                                                       |
| 2009 | Love Letters Disrespectfully Speaking                         | Erstveröffentlichung: 12. Mai 2009 Shyheim feat. Mýa                                                                          |
| 2009 | Bout My B.I. Mr. 2610                                         | Erstveröffentlichung: 30. Mai 2009 Shawty Lo feat. Mýa                                                                        |
| 2009 | Boss Cocaine                                                  | Erstveröffentlichung: 4. Oktober 2009 Z-Ro feat. Mýa                                                                          |
| 2009 | Searchin’ for Love City of My Heart                           | Erstveröffentlichung: 28. Oktober 2009 Lil’ Eddie feat. Mýa                                                                   |
| 2010 | Girl Like Her C.A.S.H.                                        | Erstveröffentlichung: 16. November 2010 Cassidy feat. Mýa                                                                     |
| 2011 | Maximum                                                       | Erstveröffentlichung: 2011 Dar-K feat. Various Artists                                                                        |
| 2011 | Love Is the Answer (Club Mix) Miamication (Extended Versions) | Erstveröffentlichung: 25. März 2011 Cedric Gervais feat. Mýa                                                                  |
| 2011 | Can I Diamonds Are Forever                                    | Erstveröffentlichung: 28. März 2011 Trina feat. Mýa                                                                           |
| 2011 | Usually After Dark                                            | Erstveröffentlichung: 24. November 2011 Trillville feat. Mýa                                                                  |
| 2013 | Live Your Life Take It or Leave It                            | Erstveröffentlichung: 22. Oktober 2013 Cory Mo feat. Mýa                                                                      |
| 2014 | Everything and More Goldyn Chyld: Reissue                     | Erstveröffentlichung: 12. August 2014 Ras Kass feat. Mýa                                                                      |
| 2014 | Close to You Feels So Good                                    | Erstveröffentlichung: 28. Oktober 2014 Dionne Warwick feat. Mýa                                                               |
| 2015 | Focused on You Cuffing Season                                 | Erstveröffentlichung: 17. Juli 2015 Eric Bellinger feat. 2 Chainz & Mýa                                                       |
| 2017 | Roll Call At What Cost                                        | Erstveröffentlichung: 24. März 2017 GoldLink feat. Mýa                                                                        |
| 2019 | The Cool Big Plans                                            | Erstveröffentlichung: 2. August 2019 Sean Slick feat. Mýa                                                                     |
| 2019 | Only You Royal Soldier                                        | Erstveröffentlichung: 30. August 2019 Jah Cure feat. Mýa                                                                      |
| 2019 | Me provoca Indiscutibles                                      | Erstveröffentlichung: 4. Oktober 2019 Adexe & Nau feat. Mýa                                                                   |
| 2019 | Best of You // Busted (Skit) Chixtape 5                       | Erstveröffentlichung: 15. November 2019 Tory Lanez feat. Mýa                                                                  |
| 2021 | Platinum Gold Dust West Ave                                   | Erstveröffentlichung: 19. Januar 2021 KazeLoon feat. Mýa                                                                      |
| 2021 | Jiggy Mami                                                    | Erstveröffentlichung: 27. August 2021 Nitty Scott feat. Mýa                                                                   |
| 2023 | Docta Simma                                                   | Erstveröffentlichung: 1. September 2023 Beenie Man feat. Mýa                                                                  |
| 2024 | Clearer The Ghetto Gospel                                     | Erstveröffentlichung: 29. März 2024 Z-Ro feat. Mýa                                                                            |
| 2024 | Organic Vibes Harsh Reality                                   | Erstveröffentlichung: 1. April 2024 Dizzy Wright feat. Mýa                                                                    |

| Jahr | Titel Album                                           | Anmerkungen                                                                      |
| ---- | ----------------------------------------------------- | -------------------------------------------------------------------------------- |
| 2005 | Come Together Now Hurricane Relief: Come Together Now | Erstveröffentlichung: 22. November 2005 als Teil von Come Together Collaborative |

| Jahr | Titel Soundtrack zu                                                     | Anmerkungen |
| ---- | ----------------------------------------------------------------------- | --- |
| 1998 | Ghetto Supastar (That Is What You Are) Bulworth                         | Erstveröffentlichung: 20. April 1998 Pras feat. Ol’ Dirty Bastard & Mýa                                                               |
| 1998 | Movin’ Out Belly                                                        | Erstveröffentlichung: 3. November 1998 feat. Raekwon & Noreaga                                                                        |
| 1998 | Take Me There Rugrats in Paris – Der Film                               | Erstveröffentlichung: 3. November 1998 mit BLACKstreet feat. Mase & Blinky Blink                                                      |
| 1999 | Why Should I Believe You? Lebenslänglich                                | Erstveröffentlichung: 16. März 1999                                                                                                   |
| 2000 | Best of Me, Part 2 Backstage                                            | Erstveröffentlichung: 29. August 2000 mit Jay-Z                                                                                       |
| 2000 | Free Bait – Fette Beute                                                 | Erstveröffentlichung: 12. September 2000                                                                                              |
| 2001 | Lady Marmalade Moulin Rouge                                             | Erstveröffentlichung: 8. Mai 2001 mit Christina Aguilera, Lil’ Kim, P!nk & Missy Elliott                                              |
| 2001 | Where the Dream Takes You Atlantis – Das Geheimnis der verlorenen Stadt | Erstveröffentlichung: 21. Mai 2001 |
| 2001 | Sex Machine Natürlich blond                                             | Erstveröffentlichung: 10. Juli 2001 Original: James Brown                                                                             |
| 2002 | Cream Cheese All About the Money                                        | Erstveröffentlichung: 19. Februar 2002                                                                                                |
| 2002 | Cell Block Tango Chicago                                                | Erstveröffentlichung: 19. November 2002 mit Ekaterina Chtchelkanova, Denise Faye, Deidre Goodwin, Susan Misner & Catherine Zeta-Jones |
| 2003 | Everything or Nothing 007: Alles oder Nichts                            | Erstveröffentlichung: 17. November 2003                                                                                               |
| 2004 | Fallen Barbershop 2                                                     | Erstveröffentlichung: 3. Februar 2004 feat. Chingy                                                                                    |
| 2004 | Things Come and Go Barbershop 2                                         | Erstveröffentlichung: 3. Februar 2004 feat. Sean Paul                                                                                 |
| 2004 | Do You Only Wanna Dance Dirty Dancing 2                                 | Erstveröffentlichung: 17. Februar 2004                                                                                                |
| 2004 | Fallen Cinderella Story                                                 | Erstveröffentlichung: 13. Juli 2004                                                                                                   |
| 2004 | Let’s Dance Darf ich bitten?                                            | Erstveröffentlichung: 12. Oktober 2004                                                                                                |
| 2018 | Daddy 5th Ward the Series                                               | Erstveröffentlichung: 2. März 2018 |
| 2018 | His Eye Is on the Sparrow 5th Ward the Series                           | Erstveröffentlichung: 2. März 2018 Original: Georgia Sacred Singers                                                                   |
| 2020 | Make Me Proud 5th Ward the Series, Vol. 2                               | Erstveröffentlichung: 10. September 2020                                                                                              |

## Promoveröffentlichungen
| Jahr | Titel Album                                                                      | Anmerkungen                                                                  |
| ---- | -------------------------------------------------------------------------------- | ---------------------------------------------------------------------------- |
| 1999 | JOB Chyna Doll                                                                   | Erstveröffentlichung: Februar 1999 Foxy Brown feat. Mýa                      |
| 2000 | 4 Shure (Remix) –                                                                | Erstveröffentlichung: 16. Oktober 2000 Groove Theory feat. Mýa & Jagged Edge |
| 2001 | Where the Dream Takes You Atlantis – Das Geheimnis der verlorenen Stadt (O.S.T.) | Erstveröffentlichung: 5. Juni 2001                                           |
| 2003 | Thin Line Power in Numbers                                                       | Erstveröffentlichung: 2003 Jurassic 5 feat. Mýa                              |
| 2007 | My Bra –                                                                         | Erstveröffentlichung: 2007                                                   |

## Statistik

### Chartauswertung
|                     | DE    | AT    | CH    | UK    | US    |
| ------------------- | ----- | ----- | ----- | ----- | ----- |
| Nummer-eins-Alben   | DE—DE | AT—AT | CH—CH | UK—UK | US—US |
| Top-10-Alben        | DE—DE | AT—AT | CH—CH | UK—UK | US1US |
| Alben in den Charts | DE1DE | AT—AT | CH1CH | UK—UK | US3US |

|                       | DE    | AT    | CH    | UK    | US     |
| --------------------- | ----- | ----- | ----- | ----- | ------ |
| Nummer-eins-Singles   | DE2DE | AT1AT | CH2CH | UK1UK | US1US  |
| Top-10-Singles        | DE2DE | AT2AT | CH2CH | UK4UK | US4US  |
| Singles in den Charts | DE7DE | AT2AT | CH5CH | UK8UK | US13US |

### Auszeichnungen für Musikverkäufe
| Silberne Schallplatte - Frankreich - 1998: für die Single Ghetto Supastar - 2001: für die Single Lady Marmalade Goldene Schallplatte - Australien - 2001: für das Album Fear of Flying - Brasilien - 2024: für die Single Lady Marmalade - Dänemark - 2001: für die Single Lady Marmalade - 2021: für die Single Lady Marmalade - Griechenland - 2001: für die Single Lady Marmalade - Italien - 2023: für die Single Lady Marmalade - Kanada - 2001: für das Album Fear of Flying - Niederlande - 1998: für die Single Ghetto Supastar - Spanien - 2024: für die Single Lady Marmalade | Platin-Schallplatte - Australien - 1998: für die Single Ghetto Supastar - 2001: für die Single Case of the Ex - 2001: für die Single Free - Belgien - 1998: für die Single Ghetto Supastar - 2001: für die Single Lady Marmalade - Neuseeland - 1998: für die Single Ghetto Supastar - 1999: für die Single Take Me There - 2001: für die Single Lady Marmalade - Niederlande - 2001: für die Single Lady Marmalade - Norwegen - 1998: für die Single Ghetto Supastar - Schweden - 2001: für die Single Lady Marmalade | 2× Platin-Schallplatte - Australien - 2001: für die Single Lady Marmalade - Norwegen - 2002: für die Single Lady Marmalade - Schweden - 1998: für die Single Ghetto Supastar |

Anmerkung: Auszeichnungen in Ländern aus den Charttabellen bzw. Chartboxen sind in ebendiesen zu finden.
| Land/RegionAuszeichnungen für Musikverkäufe (Land/Region, Auszeichnungen, Verkäufe, Quellen) | Silber     | Gold       | Platin       | Verkäufe  | Quellen                                                    |
| -------------------------------------------------------------------------------------------- | ---------- | ---------- | ------------ | --------- | ---------------------------------------------------------- |
| Australien (ARIA)                                                                            | —          | Gold1      | 5× Platin5   | 385.000   | aria.com.au                                                |
| Belgien (BRMA)                                                                               | —          | —          | 2× Platin2   | 100.000   | ultratop.be                                                |
| Brasilien (PMB)                                                                              | —          | Gold1      | —            | 30.000    | pro-musicabr.org.br                                        |
| Dänemark (IFPI)                                                                              | —          | 2× Gold2   | —            | 55.000    | ifpi.dk                                                    |
| Deutschland (BVMI)                                                                           | —          | —          | 2× Platin2   | 1.000.000 | musikindustrie.de                                          |
| Frankreich (SNEP)                                                                            | 2× Silber2 | —          | —            | 250.000   | infodisc.fr                                                |
| Griechenland (IFPI)                                                                          | —          | Gold1      | —            | 7.500     | ifpi.gr (Memento vom 22. Februar 2002 im Internet Archive) |
| Italien (FIMI)                                                                               | —          | Gold1      | —            | 50.000    | fimi.it                                                    |
| Japan (RIAJ)                                                                                 | —          | —          | —            | 14.293    | Einzelnachweise                                            |
| Kanada (MC)                                                                                  | —          | Gold1      | —            | 50.000    | musiccanada.com                                            |
| Neuseeland (RMNZ)                                                                            | —          | —          | 3× Platin3   | 30.000    | aotearoamusiccharts.co.nz                                  |
| Niederlande (NVPI)                                                                           | —          | Gold1      | Platin1      | 130.000   | nvpi.nl                                                    |
| Norwegen (IFPI)                                                                              | —          | —          | 3× Platin3   | 60.000    | ifpi.no (Memento vom 5. November 2012 im Internet Archive) |
| Österreich (IFPI)                                                                            | —          | Gold1      | Platin1      | 70.000    | ifpi.at                                                    |
| Schweden (IFPI)                                                                              | —          | —          | 3× Platin3   | 90.000    | sverigetopplistan.se                                       |
| Schweiz (IFPI)                                                                               | —          | Gold1      | —            | 20.000    | hitparade.ch                                               |
| Spanien (Promusicae)                                                                         | —          | Gold1      | —            | 30.000    | elportaldemusica.es                                        |
| Vereinigte Staaten (RIAA)                                                                    | —          | 2× Gold2   | 3× Platin3   | 5.289.000 | riaa.com                                                   |
| Vereinigtes Königreich (BPI)                                                                 | Silber1    | —          | 3× Platin3   | 2.000.000 | bpi.co.uk                                                  |
| Insgesamt                                                                                    | 3× Silber3 | 13× Gold13 | 26× Platin26 |           |                                                            |